# Gipfel von Laeken 2001
Der Gipfel von Laeken vom 13. bis 15. Dezember 2001 war ein Treffen des Europäischen Rates in Laken in Brüssel. In seiner Abschlusserklärung wurde der „Konvent zur Zukunft Europas“ einberufen, welcher unter der Führung Valéry Giscard d’Estaings Wege für eine Zukunft der Europäischen Union aufzeigen sollte und schließlich einen Entwurf für die europäische Verfassung vorlegte. Der Gipfel war von Demonstrationen begleitet.